# Hemšini
Hemšini (Hamšeni) ( turski.: Hemşinliler; armenski: Համշենի) je armenska etnička skupina koja živi u oblasti od Crnog mora do Turske većinom u: Turskoj, Gruziji, Abhaziji, Rusiji i Armeniji. Pretežno su sunitski muslimani. Ima ih između 500.000 i 750.000.

Hemšini se generalno dijele u tri grupe: 
1. Baş Hemşin (zapadna grupa), nastanjeni na obroncima planina u provinciji Rize, većinom u kotarima Çamlıhemşin i Hemşin.
2. Hopa Hemşin (istočna grupa), dobili su naziv po kotaru Hopa, nastanjeni u ovoj oblasti i u okolici grada Kemalpaşe, ova grupa čini većinu stanovništva. Jedna manja skupina ove grupe živi također u Kazakstanu, gdje su doselili iz Gruzije tijekom staljinističke ere. Postoje važne razlike između prve dvije grupe. Prva razlika je jezične prirode: zapadna grupa govori turskim dijalektom, dok istočna grupa govori starim dijalektom armenskog jezika poznatim pod nazivom Hemşince ("jezik Hemšina ").
3. Skupina Hemšina na sjeveru: kršćani koji žive u Gruziji i Rusiji.

## Vanjske poveznice
- Hemšini / Stranica Hemšini naroda
- Fırtına vadisi / Dolina oluje  Arhivirana inačica izvorne stranice od 19. rujna 2020. (Wayback Machine)